# Jean-Marie Harlé
Pour les articles homonymes, voir Harlé.
Jean-Marie Harlé d'Ophove, seigneur de Bellevue (7 avril 1765, Alembon - 1er avril 1838, Paris), est un financier et homme politique français.

## Biographie
Fils de Jean Harlé, propriétaire laboureur à Alembon, et de Marie-Marguerite-Françoise Lavoisier, Jean-Marie Harlé se destine d'abord au notariat; mais la Révolution le jeta dans une autre voie. Élu, en 1790, receveur du district de Calais, situation qu'il occupa pendant près de neuf années, ce fut grâce à lui et à quelques autres habitants énergiques de Calais que cette ville n'eut pas trop à souffrir sous la Terreur. Appelé en 1799 à la recette générale de Chaumont, puis à celle du Pas-de-Calais, fonctions qu'il remplit jusqu'en 1812 (année où son fils lui succéda), il fut un des cinq receveurs choisis en 1805 pour faire le service du Trésor, compromis par les agissements de certaines compagnies dont les Négociants réunis. Il se fit maître de forges après avoir quitté ses fonctions de receveur général des finances.
En 1802, il acquiert l'hôtel arrageois de Ferdinand Dubois de Fosseux, pour la somme de 30 000 francs.
Le collège de département l'envoya siéger comme représentant du Pas-de-Calais à la Chambre des Cent-Jours, le 14 mai 1815, par 73 voix sur 100 votants. À partir de cette époque, il fit partie de presque toutes les Chambres françaises jusqu'en 1838, successivement réélu, le 4 octobre 1816, le 1er octobre 1821, le 17 novembre 1827, le 23 juin 1830. Durant cette période, il vota constamment avec l'opposition libérale et fit partie des 221. Il obtient sa réélection le 5 juillet 1831, le 21 juin 1834 et le 4 novembre 1837. Il soutient la politique ministérielle, et, comme le dit un de ses biographes, « eut le courage de rester exposé aux attaques des partis : l'on sait avec quel calme il supporta, depuis 1831, les hostilités incessantes d'un journal du Pas-de-Calais. » Il mourut au cours de la législature, en 1838.
Marié à Eugénie Parent de Grosmont, sœur de Nicolas-Marie Parent-Réal, il est le père de Charles-Louis-Marie-Eugène Harlé d'Ophove et le beau-père d'Antoine-Narcisse Lafond.
Son buste fait partie des Célébrités du Juste Milieu de Daumier.

## Sources
- « Jean-Marie Harlé », dans Adolphe Robert et Gaston Cougny, Dictionnaire des parlementaires français, Edgar Bourloton, 1889-1891 [détail de l’édition]
- Adeline Daumard, La Bourgeoisie parisienne de 1815 à 1848, 1996
- Annuaire historique et biographique des souverains, ... l'élite des diverses nations, Volume 3, 1846